# Singleton
Singleton (česky jedináček nebo také unikát) je název pro návrhový vzor používaný při programování. Využijeme ho, když je potřeba, aby v celém programu existovala pouze jedna instance určité třídy. Návrhový vzor také poskytne globální přístupový bod k instanci. Singleton je také často využíván jako součást jiných návrhových vzorů jako jsou například Flyweight nebo Facade.

## Účel
Nutnost existence jediné instance se objevuje například tam, kde potřebujeme, aby se nějaké objekty pohybovaly jen ve vymezeném prostředí – hráči fotbalu hrající na jednom hřišti. Třída definující hřiště vytváří svou instanci jako jedináček. Dalším příkladem mohou být dialogová okna nebo ovladače zařízení. Známým příkladem ze světa Windows je schránka, která může existovat jen jednou, aby se nám data získaná v jedné aplikaci neztratila někde po cestě do druhé aplikace.

## Základní implementace
Implementace jedináčka mají společný soukromý konstruktor, který zaručí, že nedojde k vytvoření další instance. „Požadovaná instance se vytvoří uvnitř třídy a její odkaz se uloží do statického atributu. Jednotlivé varianty implementace se pak odlišují tím, kdy a jak se objekt konstruuje a jak jej mohou ti ostatní získat“.

### Implementace v jazyceJava
```
public
 
class
 
Singleton
 
{

     
private
 
static
 
Singleton
 
instance
;

     
//Vytvorime soukromy konstruktor

     
private
 
Singleton
()
 
{
 
}

 

     
//Metoda pro vytvoreni objektu jedinacek

     
public
 
static
 
Singleton
 
getInstance
()
 
{

     
//Je-li promenna instance null, tak se vytvori objekt

         
if
 
(
instance
 
==
 
null
)
 
{

             
instance
 
=
 
new
 
Singleton
();

         
}

         
//Vratime jedinacka

         
return
 
instance
;

     
}

 

     
//Pouziti

     
public
 
static
 
void
 
main
(
String
[]
 
args
)
 
{

         
Singleton
 
objekt
 
=
 
Singleton
.
getInstance
();

     
}

 
}

```

Ukázka kódu z Java - návrhový vzor Singleton
Druhá možnost implementace vzoru je následující:
```
public
 
class
 
Singleton
 
{

    
private
 
static
 
final
 
Singleton
 
instance
 
=
 
new
 
Singleton
();

    
private
 
Singleton
()
 
{

    
}

    
public
 
static
 
Singleton
 
getInstance
()
 
{

        
return
 
instance
;

    
}

    
// Použití je stejné

    
public
 
static
 
void
 
main
(
String
[]
 
args
)
 
{

        
Singleton
 
objekt
 
=
 
Singleton
.
getInstance
();

    
}

}

```

V tomto případě nemusíme zjišťovat, zda je proměnná inicializovaná - kód je přehlednější a vláknově bezpečný.

### Implementace v jazyceC#(thread safe)
```
class
 
Singleton
 
{

    

    
// okamzita inicializace instance pri prvni pouziti objektu.

    
private
 
static
 
Singleton
 
instance
 
=
 
new
 
Singleton
();

     

    
static
 
Singleton
()

    
{

    
}

    
//Privatni konstruktor

    
private
 
Singleton
()
 
{
 
}

    
//Staticka property (vlastnost) zajistujici vraceni instance

    
public
 
static
 
Singleton
 
Instance
 
{
 
get
 
{
 
return
 
instance
;
 
}}

}

class
 
Program
 
{

    
//Pouziti

    
public
 
static
 
void
 
Main
()
 
{

        
var
 
s
 
=
 
Singleton
.
Instance
;

    
}

}

```

### Implementace v jazyceC++
```
class
 
Singleton
 
{

 

private
:

    
static
 
Singleton
 
*
instance
;

 

public
:

    
static
 
Singleton
 
*
GetInstance
()
 
{

        
if
 
(
instance
 
==
 
NULL
)
 
{
 
// Ve standardu C++11 a vyšších lze použít místo NULL nullptr.

            
instance
 
=
 
new
 
Singleton
();

        
}

        
return
 
instance
;

    
}

 

}

```

### Implementace v jazycePHP
```
class
 
Singleton

{

    
private
 
static
 
$instance
 
=
 
NULL
;

    
private
 
function
 
__construct
()
 
{

    
}

    
public
 
static
 
function
 
getInstance
()
 
{

        
if
 
(
self
::
$instance
 
==
 
NULL
)
 
{

            
self
::
$instance
 
=
 
new
 
self
();

        
}

        
return
 
self
::
$instance
;

    
}

    
public
 
function
 
__clone
()
 
{

        
trigger_error
(
'Clone is not allowed.'
,
 
E_USER_ERROR
);

    
}

    
public
 
function
 
__wakeup
()
 
{

        
trigger_error
(
'Unserializing is not allowed.'
,
 
E_USER_ERROR
);

    
}

}

```

Ukázka kódu v jazyce PHP

## Nevýhody
Při využívání vícevláknových aplikací se může stát, že první vlákno požádá o vytvoření jedináčka. Mikroprocesor přepne na druhé vlákno, kde ještě není jedináček vytvořen a je spuštěn proces tvorby jedináčka. Poté je přepnuto na první vlákno, kde byl jedináček započat a je dokončen. Už není jedináček, ale má sourozence. Tomu by se dalo vyhnout synchronizováním tovární metody. Synchronizovat celou metodu je poměrně drahá operace (synchronizovaná metoda se volá vždy při získání instance). Řešení můžeme optimalizovat (v případě, že používáme Javu 5 a vyšší) pomocí definování odkazu na jedináčka jako volatile a synchronizováním bloku kódu, starající se tvorbu jedináčka.
```
public
 
class
 
Singleton
 
{

    
private
 
static
 
volatile
 
Singleton
 
instance
 
=
 
null
;

    
public
 
static
 
Singleton
 
getInstance
()
 
{

        
if
 
(
instance
 
==
 
null
)

            
synchronized
 
(
Singleton
.
class
)
 
{

                
if
 
(
instance
 
==
 
null
)

                    
instance
 
=
 
new
 
Singleton
();

            
}

        
return
 
instance
;

    
}

}

```

Řešení problému vícevláknových aplikací v Javě 5

Další problém nastává u serializovatelnosti jedináčka. Kdybychom chtěli načítat jedináčka uloženého ze streamu, například souboru, musíme zkontrolovat, jestli již nějaký takový jedináček neexistuje (Java poskytuje metodu, kterou je tato funkcionalita podpořena, jedná se o readSolve(), tato metoda vrací odkaz na aktuálního (původního) jedináčka, ale umožňuje ho například doplnit o novinky jedináčka ze streamu).